# Cantone di Embrun
Il Cantone di Embrun è una divisione amministrativa dell'arrondissement di Gap.
A seguito della riforma approvata con decreto del 20 febbraio 2014, che ha avuto attuazione dopo le elezioni dipartimentali del 2015, non ha subìto modifiche.

## Composizione
Comprende i comuni di:
- Baratier
- Châteauroux-les-Alpes
- Crévoux
- Crots
- Embrun
- Les Orres
- Saint-André-d'Embrun
- Saint-Sauveur